# Young Money Entertainment
Young Money Entertainment è una casa discografica fondata dal rapper statunitense Lil Wayne. L'etichetta è un marchio Cash Money Records ed è distribuito dalla Universal Records.
Nell'ottobre del 2007, Lil Wayne ha dichiarato in un'intervista con Vibe di essersi dimesso dalla carica di presidente dell'etichetta, passando la presidenza a Cortez Bryant. Dal 2009, invece, la carica appartiene a Mack Maine.
Nel 2009 è stato pubblicato We Are Young Money, primo album prodotto da tutti gli artisti sotto contratto con l'etichetta discografica. Nel 2013 è stato pubblicato Rich Gang, e l'anno successivo Rise Of An Empire.

## Artisti

### Attuali
- Lil Wayne[3]
- T-Pain[4]
- Drake[3]
- Mack Maine[3]
- Nicki Minaj[3][5]
- Tyga[3]
- Gudda Gudda[3]
- Jae Millz[3]
- Lil Chuckee[3]
- Lil Twist[3]
- Shanell[3]
- Short Dawg
- Arab[6]
- Jay Sean
- Torion
- Stiv B
- Blitz
- Limp Bizkit[3]
- Busta Rhymes[3]
- Soulja Boy[3]
- Chanel West Coast
- Reginae Carter
- Flow
- Euro
- Christina Milian
- T-Streets
- W3
- Kevin Rudolf
- Bow Wow
- Brisco
- Honey Cocaine
- Birdman

### Passati
- Curren$y
- Boo
- Kidd Kidd
- Omarion

## Discografia

### Album
| Anno | Informazione | Posizioni in classifica | Posizioni in classifica | Posizioni in classifica | Vendite       |
| Anno | Informazione | U.S.                    | U.S. R&B                | U.S. Rap                | Vendite       |
| ---- | --- | ----------------------- | ----------------------- | ----------------------- | ------------- |
| 2009 | We Are Young Money - Pubblicato: 21 dicembre 2009 - Casa Discografica: Young Money/Cash Money/Universal - Formato: CD, download digitale | 9                       | 3                       | 1                       | - US: 311 000 |

### Singoli
| Anno | Titolo                    | Chart | Chart  | Chart  | Chart | Chart | Chart | Chart | Album              |
| Anno | Titolo                    | US    | US R&B | US Rap | CAN   | IRL   | NZ    | UK    | Album              |
| ---- | ------------------------- | ----- | ------ | ------ | ----- | ----- | ----- | ----- | ------------------ |
| 2009 | Every Girl                | 10    | 2      | 2      | —     | —     | —     | —     | We Are Young Money |
| 2009 | BedRock (featuring Lloyd) | 3     | 2      | 1      | 29    | 49    | 29    | 22    | We Are Young Money |